# La Rivière-Enverse
La Rivière-Enverse is een gemeente in het Franse departement Haute-Savoie (regio Auvergne-Rhône-Alpes) en telt 393 inwoners (1999). De plaats maakt deel uit van het arrondissement Bonneville.

## Geografie
De oppervlakte van La Rivière-Enverse bedraagt 8,0 km², de bevolkingsdichtheid is 49,1 inwoners per km².
De onderstaande kaart toont de ligging van La Rivière-Enverse met de belangrijkste infrastructuur en aangrenzende gemeenten.

## Demografie
Onderstaande figuur toont het verloop van het inwonertal (bron: INSEE-tellingen).